# Ève Curie
Ève Curie (født 6. december 1904, død 22. oktober 2007) var en fransk/amerikansk forfatterinde. Hun var Marie og Pierre Curies anden datter og Irène Joliot-Curies lillesøster.

## Biografi
Etter at have afsluttet sin skolegang med de bedste karakterer, studerede Ève Curie filosofi og videnskab ved Collège Sévigné i Paris. Efter eksamen i 1925 blev hun koncertpianist, og debuterede samme år med en koncert i Paris. I de følgende år havde hun koncerter i Frankrig og Belgien.
I 1958 blev hun amerikansk statsborger og bosatte sig i New York.
1. ↑  Navnet er anført på svensk og stammer fra Wikidata hvor navnet endnu ikke findes på dansk.
2. ↑  Navnet er anført på svensk og stammer fra Wikidata hvor navnet endnu ikke findes på dansk.